# 矢野正
矢野 正（やの ただし、1975年7月 - ）は、日本の教育学者。名古屋経済大学人間生活科学部教育保育学科教授を経て奈良学園大学教授。大阪信愛学院大学教授。専門は教育臨床学、教育社会学、学校心理学など。
元湊川短期大学幼児教育保育学科専任講師。元大阪女子短期大学専任講師。元帝塚山学院小学校専任教諭。元城星学園小学校専任教諭。元同志社女子大学非常勤講師。元近畿大学非常勤講師。

## 経歴
大阪教育大学教育学部卒業。大阪教育大学大学院教育学研究科実践学校教育専攻修了。大阪総合保育大学大学院児童保育研究科児童保育専攻修了。博士（教育学）。

## 著作
- 『特別活動・総合学習論』大学教育出版、2022年3月 ISBN 978-4866921600
- 『生徒指導・進路指導論』ふくろう出版、2018年12月 ISBN 978-4861867361
- 『教師力を高める学級経営』久美出版、2011年4月 ISBN 978-4861891670
- 『学級経営の達人』久美出版、2009年5月 ISBN 978-4861891366
- 日野原重明 編『医療福祉学総論』金芳堂、2017年12月 ISBN 978-4765317375
- 編著『実践にいかす 特別支援教育・障がい児保育の理論と支援』嵯峨野書院、2020年9月 ISBN 978-4-7823-0600-0